# Irina Denejkina
Irina Viktorovna Denejkina (Ирина Викторовна Денежкина), née le 31 octobre 1981 à Sverdlovsk en URSS, est une écrivaine russe, romancière, prosatrice et scénariste,,.

## Biographie
Irina Denekjina naît en 1981 dans la famille d'un jurisconsulte des éditions du Moyen-Oural. Elle termine l'école secondaire n° 65 d'Ekaterinbourg, puis entre en 1997 à la faculté de journalisme de l'université de l'Oural dont elle est diplômée en 2003. Elle commence tôt à écrire des récits « pour elle-même », puis les faire lire à ses amis et elle les met en ligne sur Internet sous le pseudonyme de « Sœur de Niger ». En 2002, elle est remarquée par le critique de cinéma Stanislav Zelvenski et elle est mise sur la short-list du prix National Bestseller. La même année, la maison d'édition Limbus-Press publie un recueil de récits d'Irina Denejkina sous le titre de Donne-moi! et l'on parle d'elle comme « espoir de la jeune littérature ». Ce livre est traduit en anglais (sous le titre de Give Me (Songs for Lovers)), allemand, italien, polonais, etc. Ce livre est une collection de dix histoires sans fard et racontées avec sensibilité sur des jeunes dans une confusion émotionnelle entre érotisme, insécurité et violence de ces années-là. Elle est critiquée pour la crudité de ses propos dans cet ouvrage
Irina Denejkina s'installe en 2011 à Moscou et commence à travailler comme scénariste pour la chaîne TNT. Elle écrit avec Semion Slepakov le scénario de la série Inquiets ou L'Amour du mal. Elle est mère d'un garçon et d'une fille.

## Filmographie (scénariste)
- 2015: Inquiets ou L'Amour du mal (Озабоченные, или Любовь зла), en coll. avec Semion Slepakov, réalisé par Boris Khlebnikov.